# Rudolf Groß (Mineraloge)
Rudolf Josef Groß (* 22. Oktober 1888 in Gaustadt; † 12. Juli 1954 in Greifswald) war ein deutscher Kristallograph, Mineraloge und Hochschullehrer.

## Leben

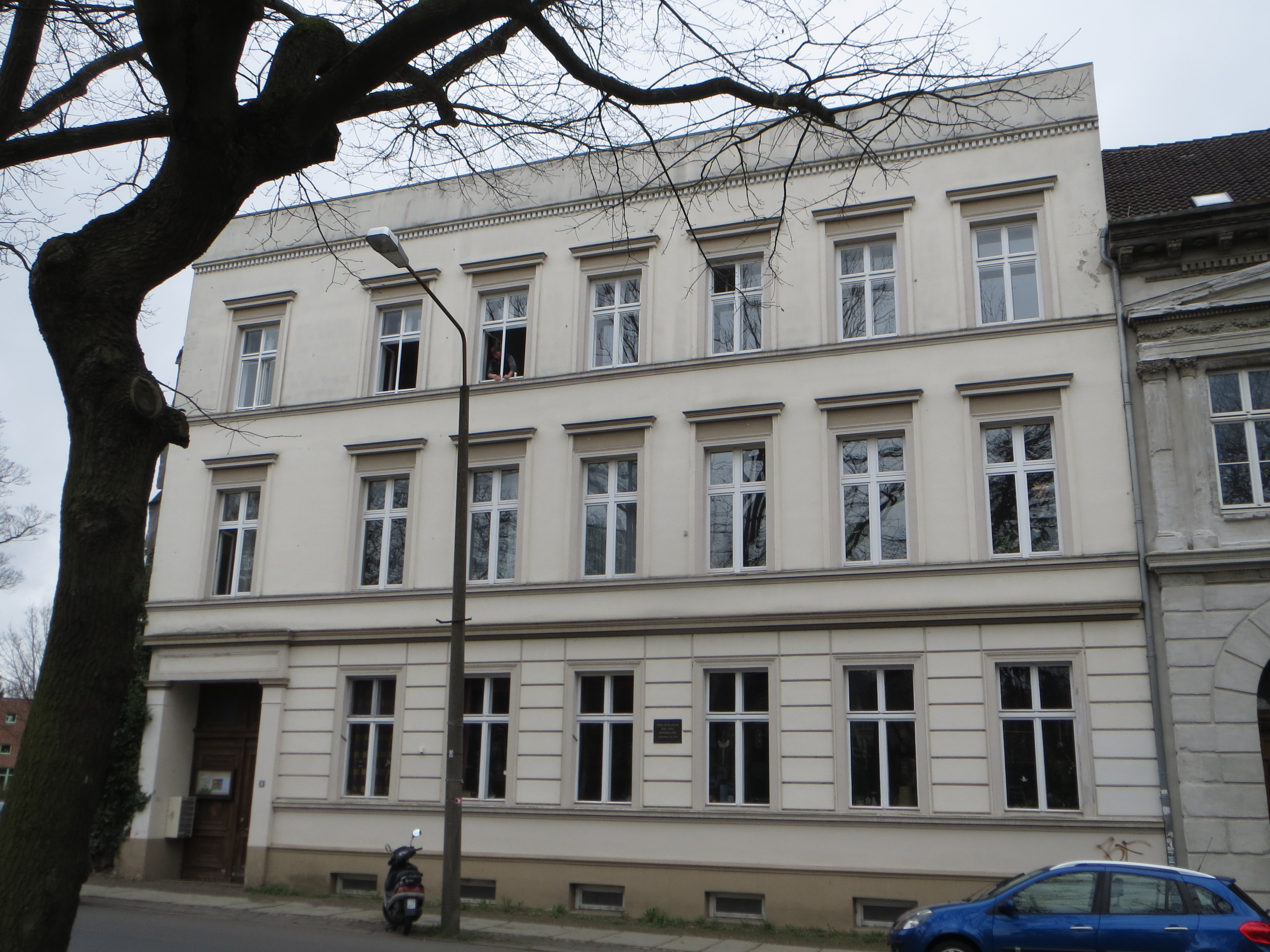
Karl-Marx-Platz 18 in Greifswald

Rudolf Josef Groß war ein Sohn des Baumeisters Benedikt Groß (1860–1924). Er studierte Geologie in Jena und Rostock, wo er 1913 bei Eugen Geinitz promoviert wurde. 1918 habilitierte er sich in Greifswald und wurde 1919 außerordentlicher Professor in Hamburg. Im selben Jahr heiratete Groß die Greifswalder Dozentin für Mineralogie Nora Blaßmann, Tochter des Generalmajors Franz Blaßmann (1855–1935) und der Marie Wahl. Die Familie bewohnte das noch heute bestehende Haus am Karl-Marx-Platz 18, das am Grüngürtel unmittelbar westlich der Altstadt gelegen ist.

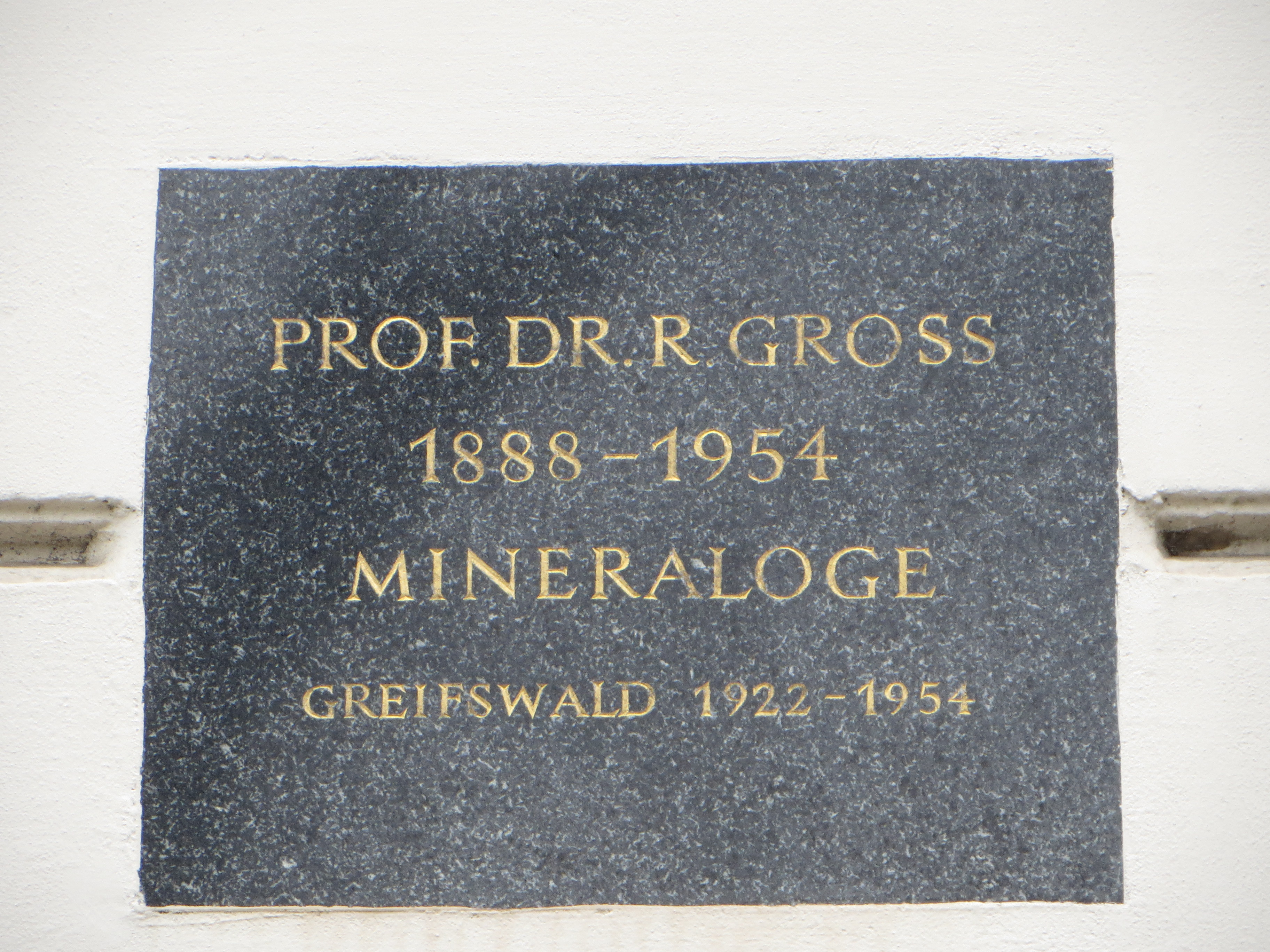
Erinnerungstafel am Haus Karl-Marx-Platz 18

1922 wurde Rudolf Groß ordentlicher Professor und Direktor des Mineralogisch-petrographischen Instituts der Greifswalder Universität. 1929 war er Dekan der dortigen Philosophischen Fakultät. Nach kurzzeitiger Suspendierung wurde Groß im Oktober 1947 wieder als Direktor des Mineralogischen Institutes eingesetzt und ein Jahr später zum Rektor der Universität gewählt. 1949/50 war Groß Mitglied des Wissenschaftlichen Senats für Volksbildung in Berlin und ab 1952 stellvertretender Vorsitzender im Mineralogischen Beirat des Staatssekretariats für Hochschulwesen. Groß kam durch einen tragischen Unglücksfall ums Leben.

## Schriften
- Experimentelle Mineralogie. Wien 1928